# 傳奇惡女
《傳奇惡女》（英語：The Notorious Bettie Page）是一部2005年的傳記電影，由瑪麗·海隆執導。海隆和吉尼維爾·透納編劇，故事集中講述1950年代海報女郎和奴隸模特兒貝蒂·佩吉，由珂茜·莫爾飾演她。

## 演員
- 珂茜·莫爾 飾 貝蒂·佩吉
  - Molly Moore 飾 年輕的貝蒂
- 克里斯·鮑爾 飾 艾爾文·克勞（英语：Irving Klaw）
- 傑瑞德·哈里斯 飾 約翰·威利（英语：John Willie）
- 莎拉·保羅森 飾 班尼·葉格（英语：Bunny Yeager）
- 卡拉·西摩爾（英语：Cara Seymour） 飾 Maxie Lee
- 大衛·史崔森 飾 議員埃斯蒂斯·凱弗維爾
- 莉莉·泰勒（英语：Lili Taylor） 飾 Paula Klaw
- 約翰·卡倫 飾 納士維的傳教士
- 馬特·麥格拉斯 飾 緊張男人
- 奥斯丁·彭德爾頓（英语：Austin Pendleton） 飾 赫爾伯特·貝加夫（英语：Herbert Berghof）
- 諾曼·李杜斯 飾 Billy Neal
- 達拉斯·羅伯茨 飾 Scotty
- 維克多·斯萊扎克（英语：Victor Slezak） 飾 邁阿密的部長大臣
- 塔拉·蘇博科夫（英语：Tara Subkoff） 飾 June
- 凱文·卡羅爾（英语：Kevin Carroll (actor)） 飾 Jerry Tibbs
- 安·多德 飾 Edna Page
- 麥克·加斯頓（英语：Michael Gaston） 飾 Mr. Gaughan
- 傑佛遜·梅斯（英语：Jefferson Mays） 飾 Little John
- 彼特·麥克羅比（英语：Peter McRobbie） 飾 Gangel
- Dan Snook 飾 Mr. Grimm
- 喬納森·伍德沃德（英语：Jonathan M. Woodward） 飾 Marvin

## 外部連結
- 官方网站
- 互联网电影数据库（IMDb）上《傳奇惡女》的资料（英文）
- AllMovie上《傳奇惡女》的资料（英文）
- Box Office Mojo上《傳奇惡女》的資料（英文）
- 爛番茄上《傳奇惡女》的資料（英文）
- Metacritic上《傳奇惡女》的資料（英文）